# Zdena Mašínová mladší
Zdena Mašínová mladší (* 7. listopadu 1933 Praha) je sestra bratří Mašínů, neteř Ctibora Nováka.
Jejím otcem byl generálmajor prvorepublikové československé armády Josef Mašín, bývalý příslušník československých legií v Rusku. Její matkou byla Zdena Mašínová (rozená Nováková), zaměstnaná tehdy jako geometr ve firmě svého otce. Po obsazení Československa nacistickým Německem přešel její otec do ilegality a působil v odbojové organizaci Obrana národa. Společně s pplk. Josefem Balabánem a škpt. Václavem Morávkem vytvořil zpravodajskou skupinu Tři králové. Malá Zdena vídala otce sporadicky, jen při občasných tajných nočních návštěvách rodiny. Už jako šestiletá zažila během protektorátu každodenní výslechy nacisty u nich doma, když se snažili dopadnout jejího otce. Ještě před otcovým zatčením byla rodina přinucena opustit během 24 hodin Prahu a odstěhovat se do rozestavěného domu v Poděbradech. I zde pak pokračovaly nečekané přepady gestapem, které se snažilo zastihnout Mašína při tajné návštěvě rodiny. Poté, co byl její otec zatčen gestapem v podvečer 13. května 1941 při přestřelce, skončily i tyto návštěvy.
Rodiče byli oba drženi na Pankráci, otec jako zločinec, matka jako rukojmí. Po zatčení Zdeny Mašínové starší (v lednu 1942) plánovalo gestapo odvést děti (Ctirada, Josefa a Zdenu) do říše na převýchovu. To v praxi znamenalo, že by Ctirad a Josef přišli do nacistické rodiny a Zdena by zemřela v plynové komoře (nacisti zabíjeli zdravotně postižené lidi). Tehdy zasáhla do osudu dětí jejich babička Emma. Uměla výborně německy a slíbila gestapu, že bude děti vychovávat tak, aby z nich vyrostli řádní občané říše. A tak po zatčení Zdeny Mašínové starší začala děti vychovávat jejich babička Emma.
Během války byl vězněn i Zdenin strýc, štábní kapitán Ctibor Novák. Dne 30. června 1942 byl její otec odsouzen stanným soudem k trestu smrti a na kobyliské střelnici v Praze popraven. Krátce po popravě Josefa Mašína byla její matka Zdena propuštěna domů.
Po útěku bratří Mašínů do Berlína v roce 1953 byla jejich sestra Zdena Mašínová celoživotně perzekvována komunistickým režimem.
„Nacismus bohužel takřka vymýtil naši elitu. Jednak emigrací a jednak fyzickou likvidací těch opravdu nejstatečnějších lidí. A nato okamžitě navázal komunistický režim. Člověk začne být přizpůsobivej, ustupovat. A definitivní morální konec, to si troufnu říct, to mně může odporovat, kdo chce, zlomení páteře této společnosti, bylo od okupace v osmašedesátém roce a pak Husákova normalizace. A to, co žijeme teď, já tomu říkám druhá normalizace. Ovšem dnes nevím, kde brát ty vzory a jak se proti tomu postavit...“
Zdena Mašínová mladší, rozhovor, 

## Život

### Mládí
Značnou část dětství strávila Zdena na různých klinikách. Narodila se totiž s vážným postižením nohou (měla nedovyvinuté klouby). Lékařská prognóza nebyla dobrá. Na ortopedickém oddělení na Karlově náměstí strávila s krátkými přestávkami 8 let, musela každý rok podstoupit dvě operace, celkově jich bylo 16. První ortopedickou operaci prodělala Zdena ve dvou letech. K údivu lékařů na vozíku neskončila. V jedenácti letech mohla konečně samostatně chodit.

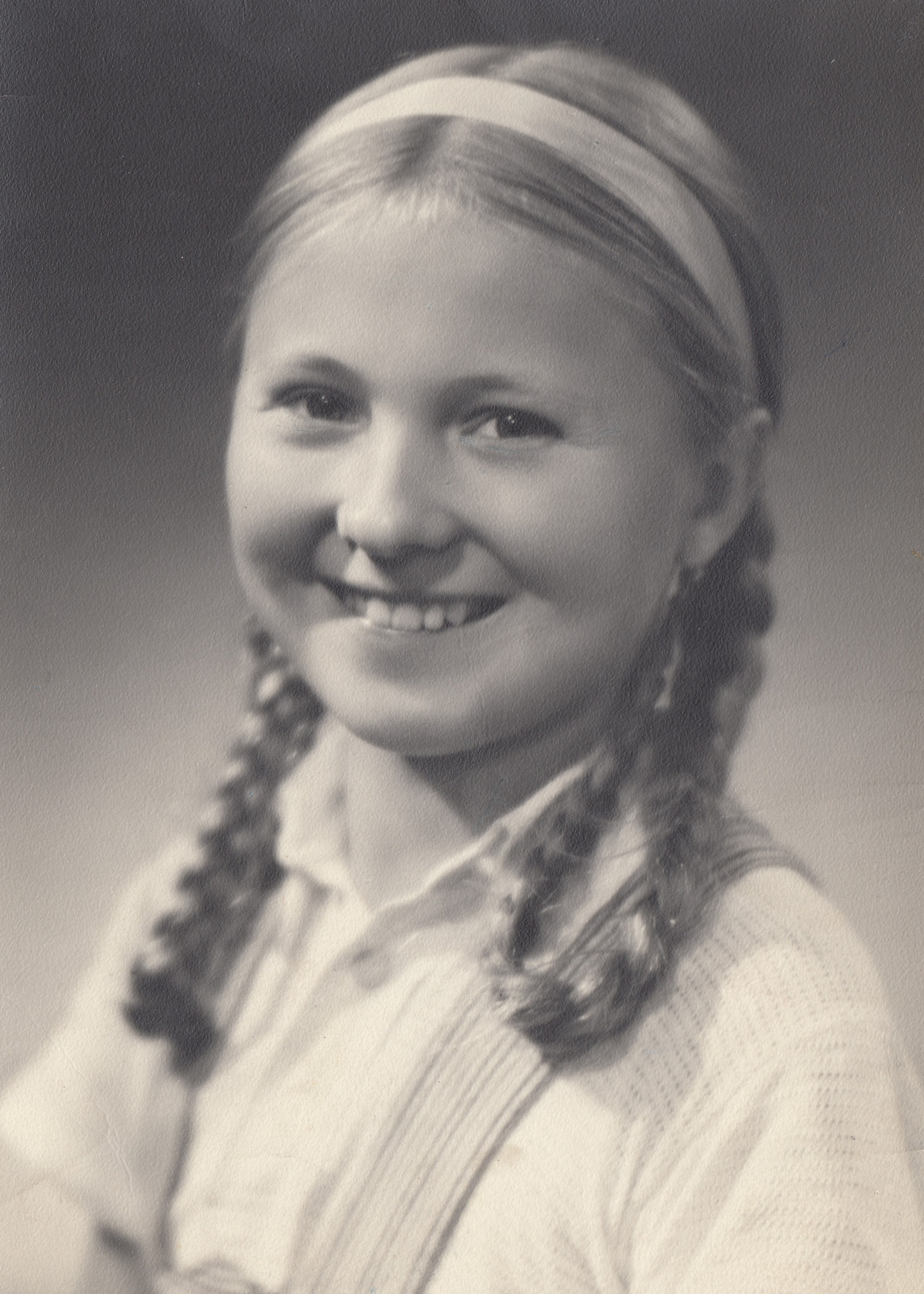
Zdena Mašínová ml. v roce 1945

Jako třináctiletá odešla za babičkou Emmou do Jeseníku, kde její strýc Ctibor Novák organizoval odsun Němců. V Poděbradech zůstala její matka s bratry Ctiradem a Josefem. V Jeseníku pokračovala Zdena ve studiu na místním reálném gymnáziu.

### Po nástupu komunistů
Po nástupu komunistů byl rodině Mašínů zabaven téměř veškerý majetek a začátkem 50. let musela rodina opustit Poděbrady a přestěhovat se do polorozbořeného objektu v obci Činěves.

### Studia
V letech 1951 až 1953 Zdena vystudovala Vyšší zdravotnickou školu v Olomouci. V létě 1953 nastoupila jako laborantka na zdejší krajské hygienické stanici. V té době již byli její bratři plně zapojeni do protikomunistického odboje.

### Po útěku bratří na Západ
Na podzim roku 1953 utekli její bratři Ctirad a Josef za známých okolností na Západ. (O útěku bratří za hranice se dozvěděla až z vysílání rádia Svobodná Evropa.) Na bratry už komunisté nemohli, a tak jejich zloba dopadla na zbytek rodiny, tedy i na tehdy dvacetiletou Zdenu. Následovalo zatčení (26. listopadu 1953) v Olomouci. Poté strávila několik měsíců na samotce ve věznicích v Olomouci a Praze-Ruzyni, kde byla téměř denně podrobována výslechům. Zatčena byla i Zdenina matka a strýc. Na jaře 1954 Zdenu sice propustili na svobodu, ale StB ji i nadále bedlivě sledovala (až do roku 1965).
Zdeninu matku mezitím komunisté odsoudili za spoluúčast na zločinném spiknutí proti republice k 25 letům odnětí svobody. Strýce Ctibora Nováka odsoudili dokonce k trestu smrti za velezradu a špionáž (byl popraven v roce 1955 spolu s dalšími dvěma členy skupiny bratří Mašínů). Těžce nemocná Zdena Mašínová starší byla vězněna v kobce v pražské Ruzyni a 12 měsíců ji tam nechali bez pokrývek na holé zemi v hrozném stavu. Na následky těžkého nádorového onemocnění zažívacího traktu zemřela ve vězeňském pracovním táboře v Pardubicích 12. června 1956.
Zdenina matka byla i velmi neuctivě pohřbena – její ostatky byly hozeny do šachty hromadného hrobu Ďáblického hřbitova. Bez pohřbu a v tichosti. Zdena hledala matčiny ostatky tak dlouho, až se jí to podařilo. Čtyřicet let pak chodila za matkou spíše na smetiště než na hřbitov a nikdy tam nikoho nepotkala. Málokomu se totiž podařilo identifikovat místo ostatků svých blízkých – obětí komunistické totality. Nikdo nesměl místo ani označit.
„O vlastní osobu jsem neměla vůbec strach. Přišlo mi naprosto přirozený, že to žiju. Proti srsti mi bylo, že trpí jiní lidé. To, jak trpěla moje matka, jak umřel můj otec. A aby to mělo pokračování? To nevím, jestli byl strach, ale bylo to nepřijatelné. Vždycky na světě budou lidi a osoby, kteří budou potřebovat pomoc a podporu, kam můžu napnout své síly. Nemusí to bejt vlastní člověk.“
Zdena Mašínová mladší, rozhovor, 

### Od konce 50. let do Sametové revoluce
Ani po smrti její matky nepřestal komunistický režim Zdenu perzekvovat. V roce 1957 se přestěhovala z Olomouce do Prahy. Zde mohla pracovat pouze jako myčka laboratorního skla v laboratořích pražských poliklinik. Se svými bratry udržovala Zdena řadu let jen písemný kontakt. V březnu 1969 se v Dánsku (po šestnácti letech) u kodaňské opery setkala se svým bratrem Josefem.
Možnost emigrace Zdena nikdy nevyužila. Ve vlasti měla nemocnou babičku Emmu a také manžela doc. Rudolfa Martina. S ním se Zdena seznámila v roce 1956, v nejhorším roce jejího života, kdy jí zemřela maminka. Byl o dvacet let starší, rozvedený, ale jejich osudy si byly v něčem podobné a Rudolf jí byl velkou oporou. Po téměř osmnácti letech vztahu se za něj v roce 1973 provdala. V 80. letech pak spolu žili v Konstantinových Lázních v západních Čechách. Díky tomuto svazku vyvdala dvě dospívající děti, které měl její manžel v péči z předchozího manželství. To vyhovovalo jejímu životnímu postoji k vlastním dětem.
„Já nemám odvahu do tohoto světa přivést dítě, i kdyby si mělo zopakovat jenom procento toho, co jsem si musela prožít já, protože upřímně říkám, že byly okamžiky, kdy jsem se rozhodovala, jestli mám vůbec v životě pokračovat. Ta doba byla opravdu krutá. Tohle jsem si nemohla vzít na svědomí. Dnes jsem ráda, že jsem se tak rozhodla. Pak jsem si uvědomila, kolika ženám oni v této situaci odebrali děti. Na dětský hřbitov v Ďáblicích házeli do šachet desítky dětí, co se narodily ve vězení, kde je matky kojily na Pankráci pod šibenicí.“
Zdena Mašínová mladší, rozhovor, 

### Po listopadu 1989
- V 90. letech se Zdena Mašínová věnovala bádání v archivech a v roce 1994 dosáhla plné rehabilitace své matky (Zdeny Mašínové) a strýce (Ctibora Nováka).[2]
- Po listopadu 1989 obdržela státní vyznamenání (Medaile předsedy vlády, Řád TGM).[2]
- Významně veřejně činná byla ve známém případu Vladimíra Hučína.[2]
- Dne 30. listopadu 2010 byla Zdena Mašínová přijata do řad přerovské pobočky Konfederace politických vězňů ČR.[6]
- Po listopadu 1989 se Zdena se svými bratry stýkala jen v zahraničí. V srpnu 2011 viděla Zdena Mašínová svého bratra Josefa na pohřbu Ctirada Mašína v Clevelandu ve Spojených státech amerických.[3]
- Ve volbách do Evropského parlamentu v roce 2014 kandidovala jako nestraník na 5. místě kandidátky Klubu angažovaných nestraníků, ale neuspěla.[7]
- Dnes (2014) žije v Olomouci,[2] kde jí byly v restituci navráceny dva domy.[8]
- Dne 9. listopadu 2015 udělil (v rámci již 7. ročníku – na základě doporučení komise odborníků a historiků) Ústav pro studium totalitních režimů (ÚSTR) Zdeně Mašínové Cenu Václava Bendy.[p 8] Zdena Mašínová byla oceněna na slavnostním shromáždění v Galerii Středočeského kraje v Kutné Hoře jako bojovnice za lidská práva a za zásluhy o svobodu a demokracii v Česku.[9][p 9]

### Statek v Lošanech u Kolína
Josef Mašín (otec Zdeny Mašínové) dal v roce 1940 převést rodinný statek v Lošanech u Kolína na své tři děti (Josefa, Ctirada a Zdenu), aby majetek nepadl do rukou gestapa a německé říše. V následujícím roce (1941) byl Josef Mašín dopaden a dne 30. června 1942 byl pak popraven v Praze na Kobyliské střelnici. Když se Ctirad a Josef Mašínové (spolu s Milanem Paumerem) v roce 1953 dostali na Západ, propadly jejich majetkové podíly na Lošanském statku do vlastnictví státu. Zdena Mašínová pak vlastnila jen malou část statku. V majetku státu zůstaly oba podíly i po Sametové revoluci (1989), protože se oba bratři do republiky nevrátili a neměli české státní občanství. Statek v Lošanech byl po zestátnění dílnou a ubytovnou. Od 90. let do roku 2017 byl kvůli nejasnému vlastnictví prázdný a chátral. Zdena Mašínová se dům s pozemky snažila získat zpět od počátku 90. let dvacátého století. Soudně napadla platnost smlouvy z roku 1940 s tím, že v den popravy Josefa Mašína byl vlastníkem statku on. Žaloba byla Krajským soudem v Praze formálně zamítnuta s odůvodněním, že o takovou věc nemůže žádat jen jeden z dědiců. Dne 30. září 2015 Ústavní soud rozhodl, že stát má v tomto případě hledat takové řešení majetkových vztahů, aby rodný dům národního hrdiny generálmajora (in memoriam) Josefa Mašína byl (i jako výraz úcty) důstojnou památkou na něj, což jistě mnohem lépe zabezpečí rodina Zdeny Mašínové než stát, který památku nechává chátrat.
Státní pozemkový úřad u soudu v Kolíně dne 20. února 2017 navrhl Zdeně Mašínové, že by mohla získat zpět od státu do svého výlučného vlastnictví rodný dům generála Josefa Mašína (tj. statek) a část polností, a to v hodnotě rovné výši jejího spoluvlastnického podílu (2/8). Druhou možností je, že si Zdena Mašínová odkoupí spoluvlastnický podíl 6/8, který nyní vlastní stát, prostřednictvím Státního pozemkového úřadu, a to za cenu, která bude určená soudním znalcem. Tuto nabídku Zdena Mašínová odmítla. Statek chce vrátit celý zpět včetně polí, která k němu patří, a nechce jeho dělení. Soud dne 1. března 2017 Zdeně Mašínové vyhověl a rozhodl, že se celý statek i s polnostmi vrátí do dědického řízení.
Zdena Mašínová a její bratr Josef získali statek zpět v listopadu 2017. Zdena Mašínová v roce 2022 otevřela v částečně zrekonstruovaném areálu rodinného statku Památník tří odbojů.

## Ocenění
- V roce 2015 jí byla udělena Cena Václava Bendy.[20]
- 2023 — Řád Tomáše Garrigua Masaryka 1. třídy

## Dílo
- Čtyři české osudy: tragický úděl rodiny Mašínovy (2001, ISBN 80-7185-403-4)
- Žádná revoluce! Listopad byl happening – Zdena Mašínová ml. v seriálu Svědectví o svobodě